# Ignazio Peschiera

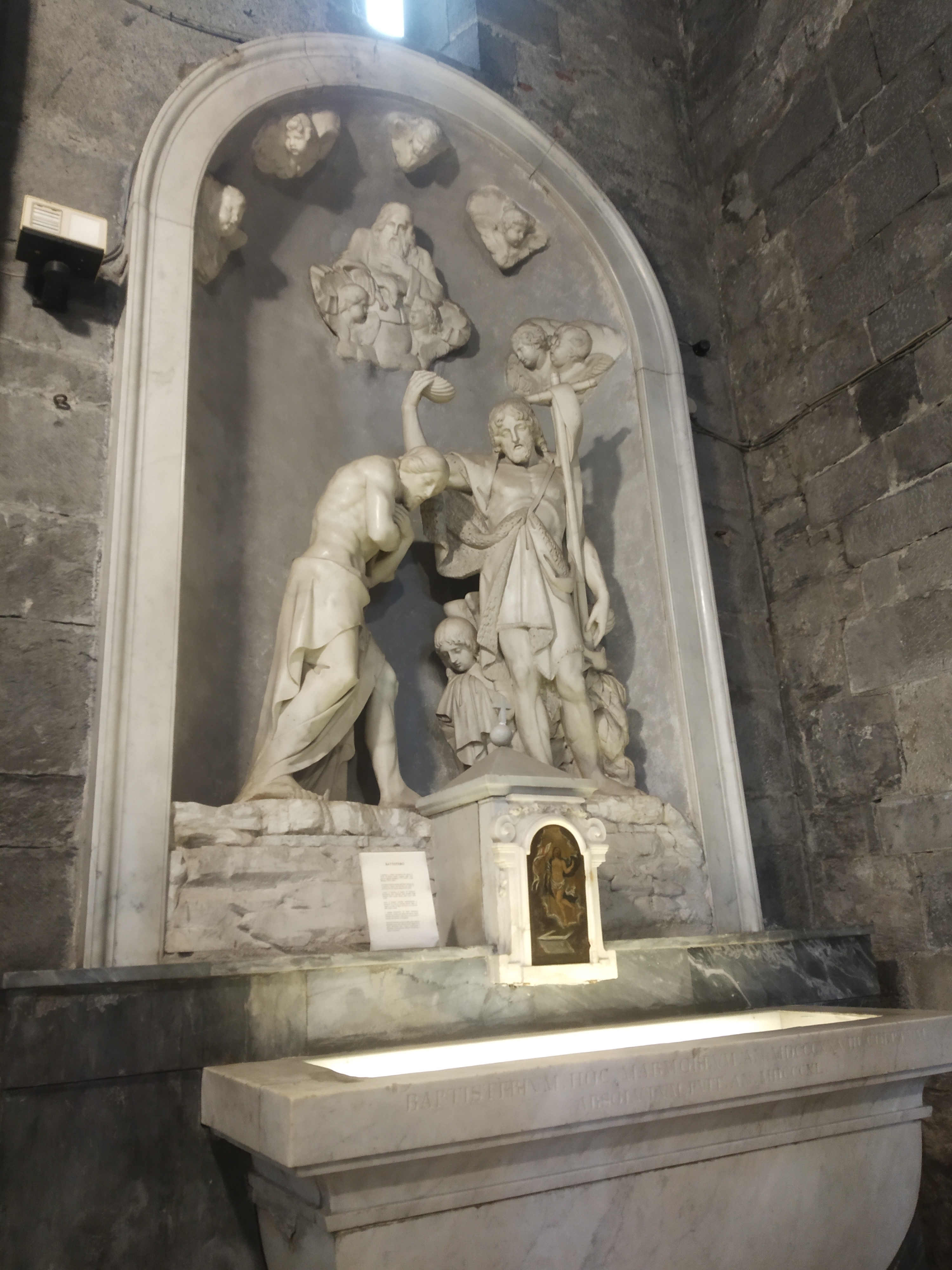

Ignazio Peschiera (Gênes, 1777 - 1839) est  un sculpteur italien néoclassique qui fut  actif essentiellement à Gênes et en Ligurie.

## Biographie
Ignazio Peschiera issu de l'Academia Ligustica qu'il dirigea durant trois périodes (1812-1814, 1821-1826 et 1836-1837), fut un élève de Francesco Ravaschio et de Nicolo Traverso. 
Ses principales œuvres se trouvent à Gênes mais il travailla également dans les églises paroissiales de Camogli, Stellanello ainsi qu'en l'église Sant'Erasmo à Voltri. 
Il collabora avec Nicolo Traverso à la construction d'une statue de Napoléon Bonaparte destinée à l'Acquasola.
Carlo Rubatto fut un de ses élèves.

## Œuvres

### À Gênes
- Paolo Balbi (portrait), Palazzo dell'Università, via Balbi, Gênes
- Christophe Colomb (buste), Vittorio Alfieri (buste), Urne contenant les codes de Colomb, Palazzo Tursi.
- Bas-reliefs, façade du théâtre Carlo Felice.
- Chapelle Senarega (1827), cathédrale San Lorenzo.
- Baptême de Jésus-Christ, église San Donato (terminé par Carlo Rubatto).
- Autels et statue de la Vierge, Oratoire à Sant'Antonio alla Marina[2].